# الحجل (مناخة)

تعديل مصدري - تعديل

الحجل هي إحدى قرى عزلة بني برة بمديرية مناخة التابعة لمحافظة صنعاء، بلغ تعداد سكانها 210 نسمة حسب تعداد اليمن لعام 2004.